# Сааков, Вячеслав Гегамович

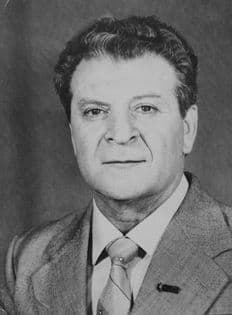
Сааков В. Г.

 Вячеслав Гегамович Сааков  (5 марта 1939, Ташкент — 15 марта 1997, Бухара) — заслуженный работник культуры Республики Узбекистан, родоначальник жанра городских путеводителей нового типа[что?], руководитель одной из первых в Узбекистане вузовских кафедр политологии, исследователь и популяризатор истории Средней Азии, журналист и публицист.

## Биография
Родился 5 марта 1939 в Ташкенте.
Окончил школу № 50 города Ташкента и исторический факультет Среднеазиатского государственного университета имени В. И. Ленина.
В 1961—1962 годах — старший научный сотрудник Бухарского государственного краеведческого музея (по направлению).
В 1962—1975 годах — ассистент, старший преподаватель, доцент 
 Бухарского государственного педагогического института имени С.К.Орджоникидзе.
В 1967 году защитил диссертацию на соискание ученой степени кандидата исторических наук, посвященную развитию промышленности в Бухарской области в 1955—1965 гг.
В 1975—1979 годах — заведующий отделом редакции областной газеты «Советская Бухара».
С 1979 года — доцент, заведующий кафедрой Бухарского технологического института легкой и пищевой промышленности.
С 1992 года — заведующий одной из первых кафедр политологии в Узбекистане.
Участник ряда международных конгрессов.
Автор ряда книг, журнальных и газетных статей. Особо выделяются книги, посвященные искусству миниатюры и каллиграфии, золотошвейному искусству, путеводители для туристов[значимость факта?], ряд других.
Представляет большой интерес частная коллекция книг В. Г. Саакова, посвященная истории Центральной Азии[значимость факта?].
Награжден орденами и медалями.
Отец двоих детей.
Похоронен на христианском кладбище Бухары.

## Основные труды
Сааков В. Г., Камалов У. Х., Музафаров А. А. Бухара. Путеводитель. — Ташкент, 1973.
Сааков В. Г., Намазов Дж. Н. Индустриальное развитие Бухарской области за годы Советской власти. — Ташкент, 1974.
Сааков В. Г., Музафаров А. А. Бухара. Путеводитель. — Ташкент, 1979.
Сааков В. Г., Асатов У. А. Новь древней земли. — Ташкент, 1981.
Сааков В. Г., Музафаров А. А., Рейхер Р. Н. Бухара. Путеводитель. — Ташкент, 1987.
Сааков В. Г. Архитектурные шедевры Бухары. — Бухара, 1991.
Сааков В. В сотни адресов. — Ташкент, 1991.
Сааков В. Г., Мадрахимов Х. С., Бадридинов С. Древняя и средневековая Бухара. — Москва, 1993.
Сааков В. Г. История Бухары в литературе. — Бухара: «Бухоро», 1996.
Сааков В. Г. История Бухары: 100 вопросов и ответов. Ташкент, 1996.